# カザフスタン国内軍
カザフスタン国内軍（―こくないぐん、Ішкі әскер）とは、カザフスタン共和国軍の準軍隊の一つで、カザフスタン内務省に所属するカザフスタン国内での活動を目的とした軍事組織。公共秩序の維持、重要施設の警備等を任務とする。
活動範囲はカザフスタン国内に限定されるが、純粋な軍事作戦を任務とした組織であり、国内軍構成員の身分は軍人である。フランス国家憲兵隊やイタリアのカラビニエリとは異なり、犯罪捜査等には従事しない。上述の通りカザフスタン内務省の指揮下にあるため、カザフスタン内務省軍とも呼ばれる。
2014年に内務省指揮下のカザフスタン国家警備隊に改編された。

## 機構

### 内務省国内軍委員会
- 司令部
- 総本部
  - 作戦局
  - 戦闘勤務局
  - 組織動員局
  - 通信局
  - 自動化局
  - 秘書局
  - 重要国家施設警備組織課
- 監察・分析局
- 戦闘訓練局
- 教育・社会法務業務局
- 憲兵局
- 法務局
- 人事・軍事教育局
- 機材・兵器局
- 後方局
- 軍事医療局
- 予算・会計局
- 監督・監査局

### 部隊
判明分のみ。
- 「ブルキート」（イヌワシ）特殊任務部隊
- 独立特別任務作戦大隊 - 1994年創設。カプチャガイ市周辺に駐屯。
- 第1独立作戦任務旅団 - アルマトイ市駐屯
- 第2独立作戦任務旅団 - シュムケント市駐屯
- タルディ・コルガン大隊
- ？独立大隊（軍部隊6636） - アルマトイ郊外に駐屯
- 第640特別任務支隊
- 第101独立特別任務大隊
- 第102独立特別任務大隊

その外、国内軍には、テロ・過激派対策専門家訓練センターが存在する。同センターは、2005年1月25日、内務省アカデミーに基づき創設され、国内軍の軍人、内務省の警察官を訓練している。

## 歴代司令官
国内軍司令官は、内務省国内軍委員会議長を兼任する。
| 職名   | 氏名                         | 階級 | 在任期間       | 出身校                                     | 前職                       |                        |
| ------ | ---------------------------- | ---- | -------------- | ------------------------------------------ | -------------------------- | ---------------------- |
| 司令官 | ブラート・ジャナサエフ       |      | 1994.9-1995.12 | アルマ・アタ高等諸兵科共通指揮学校         | カザフスタン最高会議代議員 |                        |
| 司令官 | ボラート・イスカコフ         |      | 2000.12-2001.6 | ソ連内務省カラガンダ高等学校               | 共和国親衛隊司令官         |                        |
| 司令官 | ブラート・ジャナサエフ       |      | 2002.1-2003.9  | アルマ・アタ高等諸兵科共通指揮学校         | 共和国親衛隊司令官         |                        |
| 司令官 | カイルベク・スレイメノフ     | 大将 | 2003-2008      | スヴェルドロフ法律大学ノヴォシビルスク分校 | 内務相                     |                        |
| 司令官 | ルスラン・ジャクスィルィコフ | 少将 | 2008.9-2014.4  | アルマ・アタ高等諸兵科共通指揮学校         | 国内軍総本部長             | 共和国国家警備隊司令官 |